# Aviation navale indonésienne
Le Pusat Penerbangan TNI Angkatan Laut ("Centre d'aviation de la marine indonésienne") ou Puspenerbal est la composante aérienne de la marine indonésienne. Son siège est situé sur la base aéronavale de Surabaya. Toutefois, les escadrons sont répartis dans l'ensemble du pays.

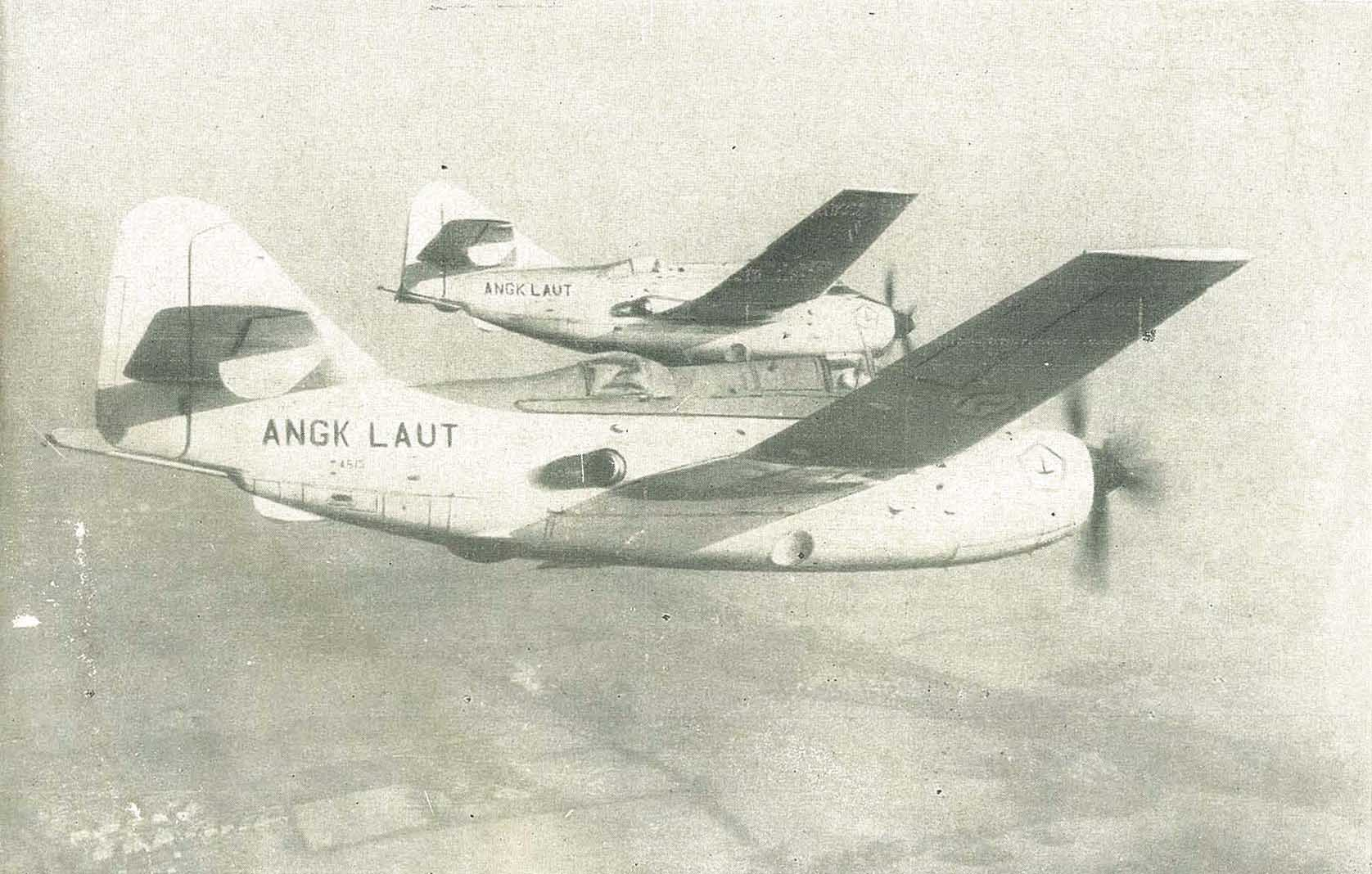
Fairey Gannet du Dispenerbal, prédécesseur du Puspenerbal

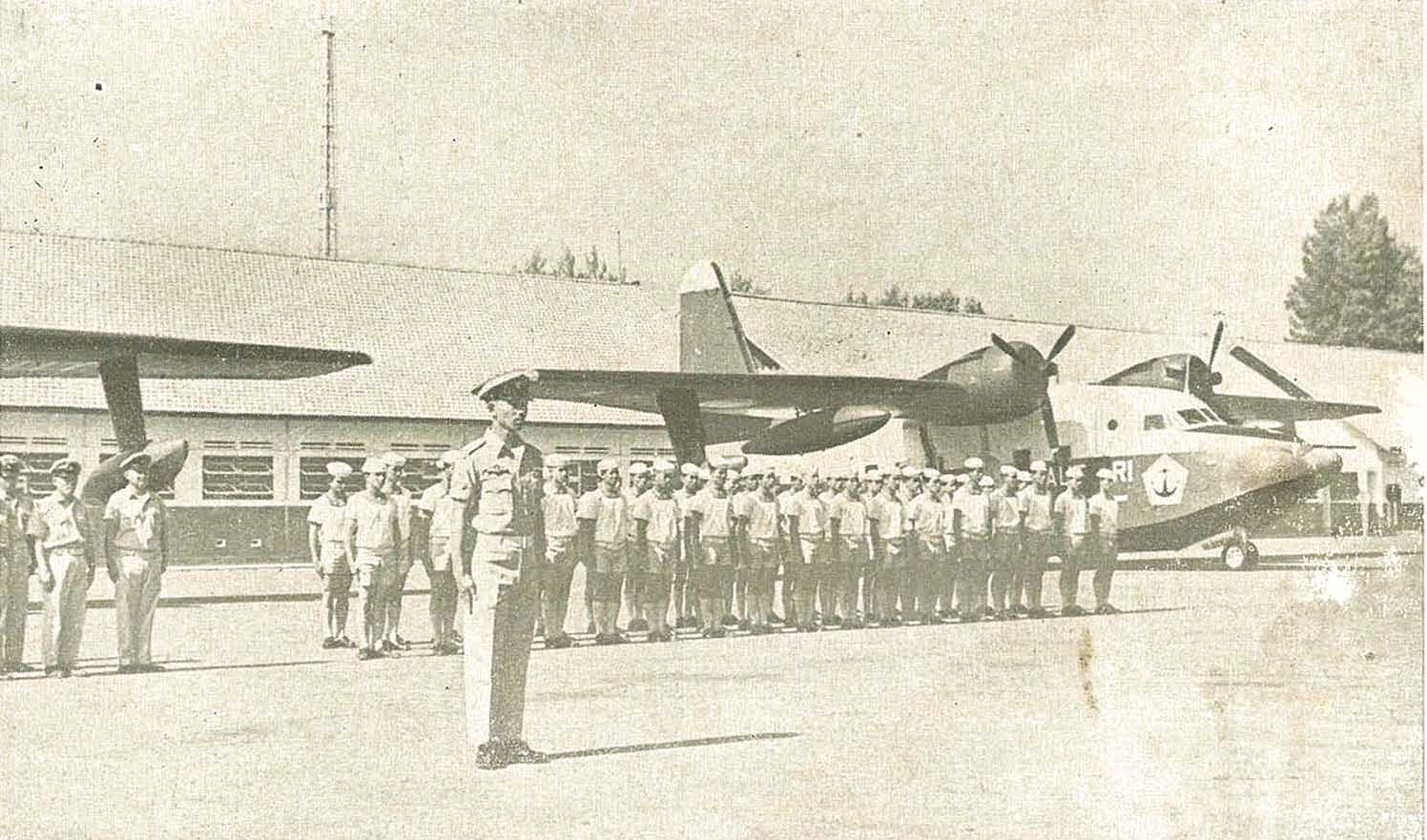
Grumman HU-16 Albatross du Dispenerbal dans les années 1960

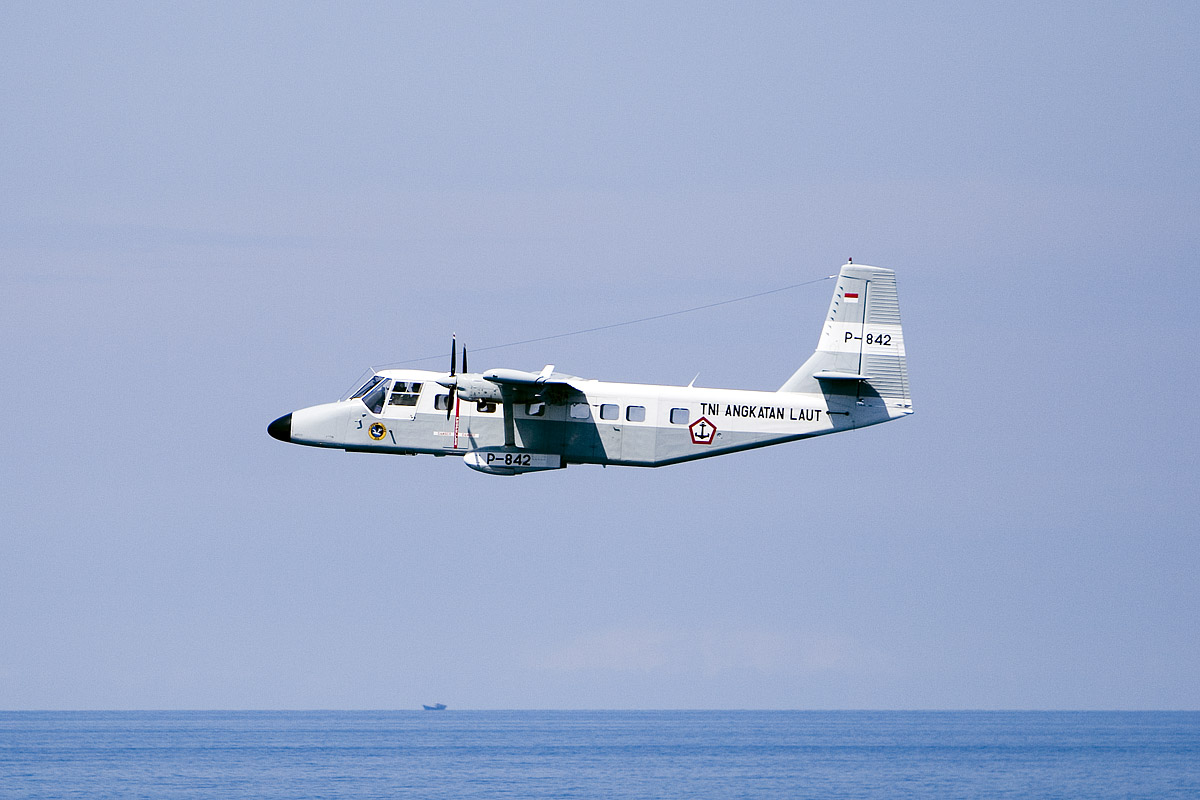
GAF Nomad du Puspenerbal

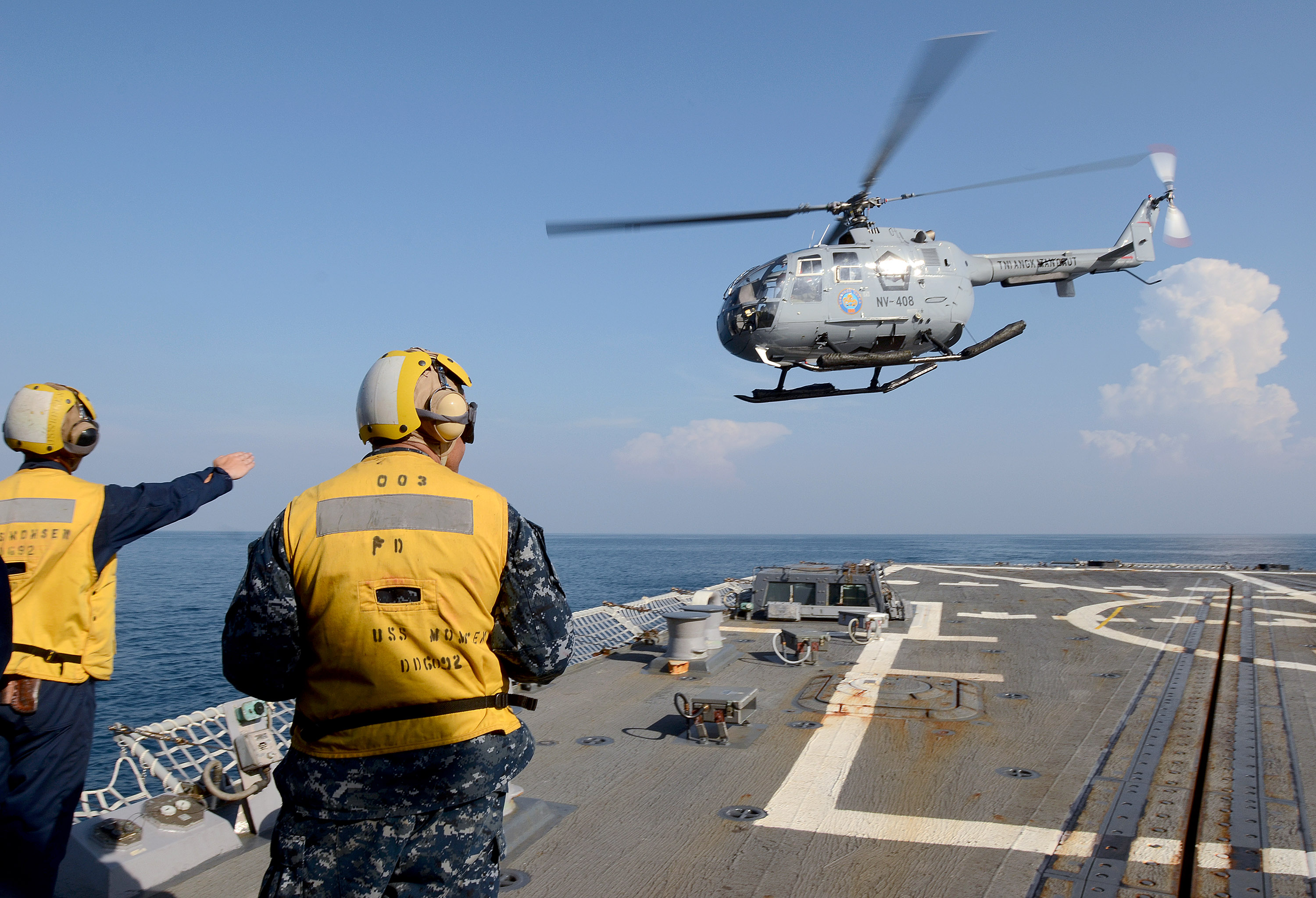
NBo 105 du Puspenerbal se posant sur le destroyer USS Momsen (DDG 92) de la US Navy lors d'un exercice en 2013 en mer de Java

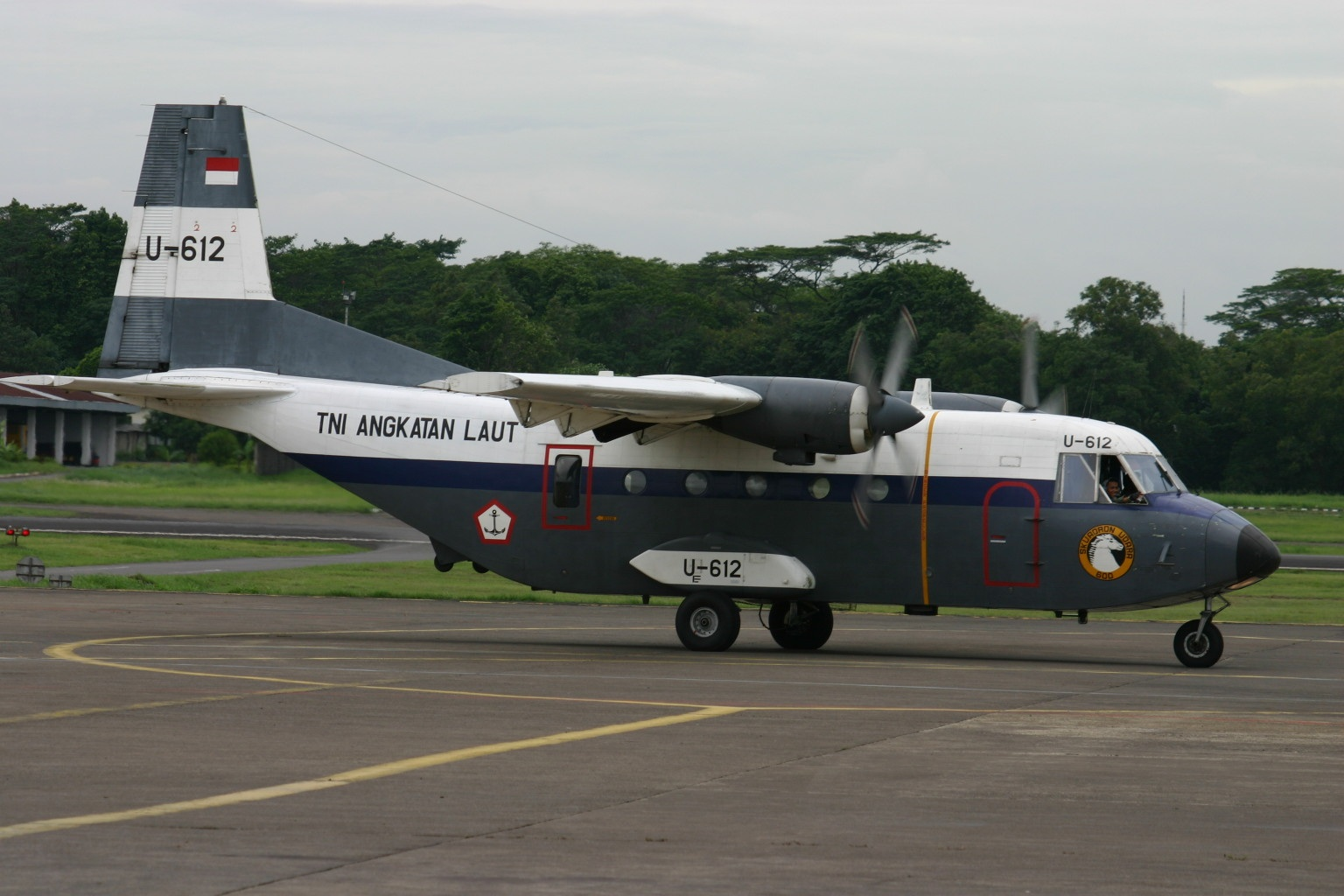
CASA C-212 du Puspenerbal

Les effectifs du Puspenerbal en 2 007 étaient de 1 000 hommes. Il possédait en 2008 61 appareils (dont 13 hélicoptères) pour la reconnaissance navale et les patrouilles côtières, organisés en 3 flottilles d'appareils légers, des avions de transport et des hélicoptères. 

## Histoire
Créé en 1956 comme Dispenerbal, le service acquiert notamment en 1959 14 appareils de lutte anti-sous-marine Fairey Gannet AS4 et 2 appareils d'entraînement Fairey Gannet T5 de construction britannique. Ils ont été retirés du service en 1967.
Actuellement (2016), le matériel du Puspenerbal consiste en GAF Nomad N22 Searchmaster australiens, en avions de transport CASA et en hélicoptères Aérospatiale Super Puma et Bölkow Bo 105 C, dont une partie est construite sous licence par PT Dirgantara Indonesia. Pour remplacer ses hélicoptères de lutte anti-sous-marine Westland Wasp britanniques retirés du service, le Puspenerbal est en outre en train d'acquérir 11 hélicoptères de lutte anti-sous-marine Aérospatiale AS565 Panther qui équiperont une flottille de lutte anti-sous-marine réactivée, le Skuadron Udara 100. Les hélicoptères de cette flottille seront basés à Juanda et pourront être embarqués sur les futures frégates de la classe Sigma 10514 et les corvettes de la classe Bung Tomo.

## Unités
Le Puspenerbal possède 2 wing udara et un total de 5 skadron udara (escadrons) :
1. Wing Udara 1
  - Skadron Udara 400/Chasse anti-sous-marine
  - Skadron Udara 600/Transport tactique
  - Skadron Udara 800/Patrouille maritime
2. Wing Udara 2
  - Skadron Udara 200/Entraînement

## Bases
1. Sabang (Aceh)
2. Surabaya (Java oriental)
3. Kupang (Timor)
4. Puspenerbal
5. Tanjungpinang (îles Riau)
6. Manado (Sulawesi du Nord)
7. Biak (Papouasie)
8. Matak (Îles Anambas)
9. Langgur (Îles Kai)
10. Ranai (îles Natuna)
11. Pasuruan (Java oriental)
12. Jakarta

## Aéronefs
| Aéronef                       | Origine              | Rôle                                       | Versions                        | En service           | Remarques                                                         |                      |                      |
| Avion d'entraînement          | Avion d'entraînement | Avion d'entraînement                       | Avion d'entraînement            | Avion d'entraînement | Avion d'entraînement                                              | Avion d'entraînement | Avion d'entraînement |
| ----------------------------- | -------------------- | ------------------------------------------ | ------------------------------- | -------------------- | ----------------------------------------------------------------- | -------------------- | -------------------- |
| Socata TB                     | France               | Avion d'entraînement de base               | TB-9 Tampico GT TB-10 Tobago GT | 4 5                  |                                                                   |                      |                      |
| Avion de transport militaire  |                      |                                            |                                 |                      |                                                                   |                      |                      |
| Beechcraft Bonanza            | États-Unis           | Avion de transport et d'entraînement léger | G-36 Bonanza                    | 8                    | Utilisé comme avion d'entraînement                                |                      |                      |
| GAF Nomad                     | Australie            | Transport léger                            | N.22/24 Nomad                   | 32                   | Ne sont pas tous opérationnels                                    |                      |                      |
| CASA C-212 Aviocar            | Espagne Indonésie    | Transport tactique                         | NC-212i 100/200                 | 8                    | Produits sous licence par Dirgantara Indonesia                    |                      |                      |
| CASA CN-235                   | Espagne Indonésie    | Maritime Patrol                            | CN-235 MPA                      | 5                    | 5 appareils commandés à PT Dirgantara Indonesia,                  |                      |                      |
| Hélicoptères                  |                      |                                            |                                 |                      |                                                                   |                      |                      |
| Bölkow Bo 105                 | Allemagne Indonésie  | Utilitaire                                 | NBo 105                         | 6                    | Produits sous licence par Dirgantara Indonesia                    |                      |                      |
| Eurocopter EC120 Colibri      | France               | Utilitaire                                 | EC120B Colibri                  | 3                    |                                                                   |                      |                      |
| Mil Mi-2 Hoplite              | Pologne              | Utilitaire                                 | Mi-2A                           | 2                    |                                                                   |                      |                      |
| Aérospatiale AS332 Super Puma | France               | Utilitaire                                 | AS332 NAS332                    | 2 2                  | Produits sous licence par Dirgantara Indonesia Retirés du service |                      |                      |
| Bell 412                      | Canada Indonésie     | Utilitaire                                 | NBell 412EP                     | 4                    | Produits sous licence par Dirgantara Indonesia                    |                      |                      |